# División Adams
La División Adams de la  National Hockey League se formó en 1974 como parte de la Conferencia Príncipe de Gales. La división existió durante 19 años, hasta 1993.  Se nombra así en honor a Jack Adams. Es la predecesora de la División Noreste.

## Composición de la División Adams

### 1974-1976
- Boston Bruins
- Buffalo Sabres
- California Golden Seals
- Toronto Maple Leafs

#### Cambios para la temporada 1973-1974
- Se forma la División Adams con motivo de una reorganización
- Boston Bruins, Buffalo Sabres, y Toronto Maple Leafs vienen desde la División Este.
- Los California Golden Seals vienen desde la División Oeste.

### 1976-1978
- Boston Bruins
- Buffalo Sabres
- Cleveland Barons
- Toronto Maple Leafs

#### Cambios para la temporada 1975-1976
- Los California Golden Seals se trasladan a Richfield, Ohio pasando a denominarse Cleveland Barons

### 1978-1979
- Boston Bruins
- Buffalo Sabres
- Minnesota North Stars
- Toronto Maple Leafs

#### Cambios para la temporada 1977-1978
- Los Cleveland Barons se fusionan con los Minnesota North Stars y desaparecen.
- Los Minnesota North Stars vienen desde la División Smythe.

### 1979-1981
- Boston Bruins
- Buffalo Sabres
- Minnesota North Stars
- Québec Nordiques
- Toronto Maple Leafs

#### Cambios para la temporada 1978-1979
- Los Québec Nordiques entran en la NHL provenientes de la World Hockey Association (WHA)

### 1981-1992
- Boston Bruins
- Buffalo Sabres
- Hartford Whalers
- Montreal Canadiens
- Québec Nordiques

#### Cambios para la temporada 1980-1981
- Los Minnesota North Stars y los Toronto Maple Leafs se trasladan a la División Norris.
- Hartford Whalers y Montreal Canadiens llegan desde la División Norris.

### 1992-1993
- Boston Bruins
- Buffalo Sabres
- Hartford Whalers
- Montreal Canadiens
- Ottawa Senators
- Québec Nordiques

#### Cambios para la temporada 1991-1992
- Se incorporan los Ottawa Senators como nuevo equipo de la NHL.

### Tras la temporada 1992-1993
La liga es reformada en dos conferencias con dos divisiones cada una:
- Conferencia Este
  - División Atlántico
  - División Noreste
- Conferencia Oeste
  - División Central
  - División Pacífico

## Campeones de división
- 1975 - Buffalo Sabres
- 1976 - Boston Bruins
- 1977 - Boston Bruins
- 1978 - Boston Bruins
- 1979 - Boston Bruins
- 1980 - Buffalo Sabres
- 1981 - Buffalo Sabres
- 1982 - Montreal Canadiens
- 1983 - Boston Bruins
- 1984 - Boston Bruins
- 1985 - Montreal Canadiens
- 1986 - Québec Nordiques
- 1987 - Hartford Whalers
- 1988 - Montreal Canadiens
- 1989 - Montreal Canadiens
- 1990 - Boston Bruins
- 1991 - Boston Bruins
- 1992 - Montreal Canadiens
- 1993 - Boston Bruins

## Ganadores de la Stanley Cup
- 1986 - Montreal Canadiens
- 1993 - Montreal Canadiens